# Марина Маљковић
Марина Маљковић (Београд, 26. септембар 1981) српски је кошаркашки тренер. Тренутно је селекторка женске кошаркашке репрезентације Србије.

## Каријера
Као ћерка познатог тренера добила је прилику да се бави тренерским послом са свега 16 година када је била асистент у Француској, у клубу за који је играла. Након што је дипломирала и добила лиценцу за кошаркашког тренера започела је самостални рад у локалном клубу Ушће. Тренирала је све млађе селекције, а сениорски тим је успела да за две године из Српске лиге доведе у А лигу тадашње Србије и Црне Горе.
Током лета 2007. године постаје тренер вршачког Хемофарма са којим осваја две националне титуле (2007/08. и 2008/09) и два купа (2007/08. и 2008/09). У лето 2009. прелази у београдски Партизан где наставља са сјајним резултатима, освојивши још четири националне титуле (2009/10, 2010/11, 2011/12. и 2012/13), два купа (2010/11. и 2012/13) и две Јадранске лиге (2011/12. и 2012/13). После финансијских проблема у Партизану, у лето 2013. године сели се у Француску где је тренирала Лион. Након Лиона радила је у Галатасарају где је освојила Еврокуп у сезони 2017/18, затим се вратила на клупу репрезентације Србије. Упоредо је водила и кинески Шангај Свордфиш, јапански Денсо Ирис, да би уследио повратак у турску кошарку где је преузела Фенербахче са којим је прво освојила титулу првака државе (2021/22), а потом и дошла до свог највећег тренерског успеха у клупској кошарци освојивши Евролигу у сезони 2022/23. Веома успешну сезону завршила је новом титулом првака Турске.
Шест узастопних година је бирана за најбољег тренера Женске кошаркашке лиге Србије.

### Репрезентација
Марина је била асистент женске репрезентације Србије испод 18 година 2004. године као и 2005. када је та селекција освојила сребрну медаљу на светском првенству, изгубивши у финалу од САД. 
2011. године је промовисана у главног тренера сениорске женске кошаркашке репрезентације Србије. На Европском првенству 2013. године успева да доведе репрезентацију до полуфинала, али не и до медаље. На Светском првенству 2014. године предводила је Србију до четвртфинала.
Као главни тренер сениорске женске кошаркашке репрезентације Србије остварила је свој највећи успех освајањем златне медаље на Европском првенству 2015. играном у Мађарској и Румунији. Победом против Француске у финалу у Будимпешти – 76:68 (15:22, 18:10, 20:17, 23:19) освојена је не само прва медаља за Србију као самосталну државу него и прво злато у читавој историји наше женске кошарке. Уједно је обезбеђен и директан пласман на Олимпијске игре 2016. у Рију.
Марина је предводила српску женску кошаркашку репрезентацију до историјске бронзане медаље у Рију и то је прва олимпијска медаља за Србију у женској кошарци.
Успела је да освоји још једну златну медаљу на Европском првенству 2021. године одржаном у Француској и Шпанији.
Дана 12. децембра 2024. године Марина Маљковић добила је награду за најбољег женског тренера у 2024. години од КСС.

## Трофеји

### Хемофарм
- Првенство Србије (2) : 2007/08, 2008/09.
- Куп Србије (2) : 2007/08, 2008/09.

### Партизан
- Првенство Србије (4) : 2009/10, 2010/11, 2011/12, 2012/13.
- Куп Србије (2) : 2010/11, 2012/13.
- Јадранска лига (2) : 2011/12, 2012/13.

### Лион
- Челенџ раунд (1) : 2014.

### Галатасарај
- Еврокуп (1) : 2017/18.

### Фенербахче
- Евролига (1) : 2022/23.
- Првенство Турске (2) : 2021/22, 2022/23.

### Репрезентација Србије
- Европско првенство (2) : 2015, 2021. (бронза 2019).
- Олимпијске игре : бронза 2016.
- Светско првенство до 19 : сребро 2005. (као помоћник)

## Лични живот
Ћерка је кошаркашког тренера Божидара Маљковића.
Животни мото Марине гласи: Увек може још, увек може боље, увек може више.

## Одликовања
- Орден Карађорђеве звезде трећег реда